# Franz Erik Toft
Franz Erik Toft (18. maj 1926 i Hals – 8. oktober 1946 i Viborg) var tolk for Gestapo under anden verdenskrig.
Han var blandt de 46, der blev idømt dødsstraf og henrettet under retsopgøret.

## Liv og karriere
Toft var søn af gårdejer Peder Chr. Toft (1890) og Anne Emilie Bundgaard (1892), begge forældre tilhørte egentlig Venstre, men blev nationalsocialistisk indstillet og prægede sønnen, som fra 1940 var aktiv i det nazistiske ungdomsorganisation NSU (Nationalsocialistisk Ungdom). Han kom derigennem til Tyskland som tysklandsfrivillig. Få dage før han blev 16 år gammel, begyndte han på ungdomsførerskole i Berlin. Den 12. april 1943 meldte han sig ind i DNSAP (Danmarks Nationalsocialistiske Arbejderparti). I 1943 var han ansat som brandværnsmedhjælper på Flyvestation Aalborg ved Rødslet og på Flyvestation Karup i Midtjylland. Samtidig fik han et seks ugers kursus på Schalburgkorpsets skole (Høvelte Kaserne) i Birkerød. Dernæst var han til november 1944 hos den tyske besættelsesmagt som uniformeret og bevæbnet sabotagevagt. Han var sabotagevagt på søflyvepladsen ved Aalborg til den 16. maj 1944 og derefter i Italien og Frankrig.
I Italien og Frankrig gjorde han tjeneste under den tyske Organisation Todt, som blandt andet stod for opførelsen af Atlantvolden.
Fra begyndelsen af januar 1945 til befrielsen var Toft atter hjemme og arbejdede som medhjælper hos Gestapos afdeling i Aalborg. Han deltog i mange anholdelser, mishandlinger af danske fanger og i flere sprængninger og ildspåsættelser.
I retssagen mod Toft blev der især lagt vægt på hans ivrige engagement hos Gestapo og på et drabsforsøg på en politibetjent, der havde forsøgt at likvidere Toft. Han blev dømt til døden. Frantz Toft var tyve år gammel og den yngste af de 46, der blev henrettet i forbindelse med retsopgøret efter besættelsen.
Frantz Tofts afskedsbrev til familien, skrevet i arresten i Viborg kort før henrettelsen:
| Citat | … Selv nu i mine sidste timer føler jeg ikke en anelse af had eller bitterhed mod det samfund, der har berøvet mig livet og revet mig bort fra mine kære! Nej, men jeg har medlidenhed med dem, for jeg ved jo, at mennesker, der lever med had og bitterhed i sindet, aldrig er lykkelige. I maa ikke tro, at jeg føler mig som nogen martyr! Nej, men jeg kan dø med hævet pande, fordi jeg aldrig nogensinde har fornægtet mine idealer! Jeg er dømt som forbryder, men jeg dør som soldat, og det er jeg stolt over. Utallige mennesker, gamle og unge, kvinder og børn, har ofret deres liv for det samme, som jeg nu skal dø for. Og tro mig, mine kære – de døde i den faste overbevisning, at de ikke ofrede deres liv forgæves – og derfor er ogsaa jeg villig til at ofre mit liv for det, de døde for. I forblindet had er der i dag mange mennesker, der tror, at jeg kæmpede for terror, vold og andre umenneskelige forbrydelser, men en dag vil ogsaa de mennesker få øjnene op for, at jeg kun ville det gode. Jeg vil ikke retfærdiggøre mig selv, og jeg betragter heller ikke mig selv som en helt, og det maa I heller ikke gøre. Jeg har syndet, men synd kan jo ikke vejes med kilo eller gram, maales i meter eller centimeter. Alle mennesker er jo syndere, og Gud ser ikke paa, hvor stor synden er. Hvis der er nogen, der ønsker en lille ting, der har tilhørt mig, saa kan I vel nok finde et eller andet til dem. Hvad I ellers har af mine sager derhjemme, maa I dele, som I bedst kan. P.S. Hils ogsaa mine venner i Kong Hans og sig til Kristian og Albert, at mit sidste ønske vil være, at de maa undgaa dette her, men hvis det skal ske, saa er det slet ikke saa slemt. | Citat |
|       | |       |

Kristian Egede Lundholm og Albert Johannes Dahl (vennerne i "Kong Hans") blev ligeledes idømt dødsstraf og henrettet.
Frantz Erik Toft ligger begravet på Almen Kirkegård i Aalborg.